# Anders Burius
Erik Anders Burius, ursprungligen Jonsson, född 2 augusti 1956 i Eskilstuna, död 8 december 2004 i Stockholm, var en svensk idéhistoriker och 1995–2004 chef för Kungliga bibliotekets handskriftsavdelning. Han blev där beryktad som den så kallade KB-mannen efter att ha stulit och sålt många värdefulla böcker ur bibliotekets samlingar.

## Biografi
Burius kom från enkla omständigheter i Eskilstuna. Han studerade vid Uppsala universitet, där han 1984 disputerade i idéhistoria på avhandlingen Ömhet om friheten – Studier i frihetstidens censurpolitik. Han avlade även examina inom juridik samt som bibliotekarie och fastighetsmäklare. Efter studierna arbetade han bland annat vid Karolinska institutets bibliotek. I slutet av 1980-talet sökte han en professur i bokhistoria vid Lunds universitet, men fick den inte trots ivrigt överklagande av tillsättningsprocessen. I stället upptog Burius under en kortare period en juristkarriär som tingsnotarie i Nyköping innan han 1995 återvände till biblioteksvärlden som chef för Kungliga bibliotekets handskriftsavdelning.
I en bok som utkom 1995, Biblioteken, kulturen och den sociala intelligensen (redaktör: Lars Höglund), framförde Burius i en artikel uppfattningen att alla bibliotekshistoriska undersökningar inte behöver vara vetenskapliga i strikt mening. I stället framhöll Burius vikten av praktisk erfarenhet och umgänge med de aktuella samlingarna i sin yrkesmässiga hantering. På uppdrag av Svenska Akademien skrev Burius en jubileumsbok om Nobelbibliotekets historia.
Efter att under en lång följd av år ha stulit och sålt minst 56 (senare uppdaterat till 62) värdefulla äldre böcker ur KB:s samlingar avslöjades Burius och greps samt erkände stölderna 2004. Efter en kortare tid i häkte begick han självmord genom att skära av gasledningen i sin lägenhet, något som resulterade i en omfattande lägenhetsexplosion med ett dussin personer skadade.

## Media
År 2009 sände Sveriges Radio P1 dokumentären Bibliotekarien som handlar om Burius, i dokumentären kallad Erik. Programmet gjordes av Jesper Huor, som vann Stora radiopriset.
Under 2010 spelades dramaserien Bibliotekstjuven in med Gustaf Skarsgård i huvudrollen. Serien är inspirerad av händelserna kring ”KB-mannen”, och visades i SVT i januari 2011. Regissören Daniel Lind Lagerlöf benämner serien "inte som en dramadokumentär", utan som ”ett drama som är inspirerat av en sann historia”.
Huvudpersonen Carl-Ove Mollin i skräckförfattaren Anders Fagers roman En man av stil och smak är löst baserad på Burius. År 2017 sände Sveriges Radio P1 Kultur reportaget ”De stulna KB-böckernas väg över världen”. År 2021 satte Klara Soppteater upp en föreställning, en monolog, på Stockholms stadsteater där Fredrik Meyer spelade Burius.

## Åtgärder för att återbörda böckerna
Arbetet med att återfinna böckerna pågår (2021) fortfarande. Genom okonventionella insatser av entreprenören och historikern Tomas Söderblom har (2021) tio stulna böcker återbördats. Tillsammans med tidigare åtgärder som återbördat sju böcker har 17 av totalt 62 böcker återbördats (2021).
En av de böcker som KB-mannen stal var boken "Nippon" skriven av Philipp Franz von Siebold och tryckt i Leyden 1852. KB-mannen sålde boken till en nederländsk bokhandlare, som senare erbjudit sig att sälja tillbaka boken till Sverige. Med start 2016 drev Riksantikvarieämbetet en process mot bokhandlaren för att återfå boken, men 2023 beslöt högsta domstolen i Nederländerna att boken inte behöver återlämnas då Riksantikvarieämbetets talan blivit preskriberad. Enligt EU:s återlämnandedirektiv finns en preskriptionsgräns på tre år som ska räknas från det att parten fått del av var föremålet finns och vem som innehar det.